# Suifenhe
Suifenhe, ibland kallad Podgranitjnaja på ryska, är en gränsstad på häradsnivå i Heilongjiang-provinsen i nordöstra Kina som är belägen där den tidigare Östra kinesiska järnvägen korsar gränsen till den ryska provinsen Primorskij kraj. Suifenhe lyder under Mudanjiang stad på prefekturnivå, ligger omkring 390 kilometer sydost om provinshuvudstaden Harbin och hade 132 315 invånare (2010).

## Namn
Staden har fått sitt namn efter gränsfloden Razdolnaja som på kinesiska heter Suifenhe, ett namn som i sin tur går tillbaka på det manchuiska namnet på floden, Suifun.

## Historia
Orten öppnade för utrikeshandel 1908 enligt ett fördrag mellan Kina och Ryssland. 1931 införlivades Suifenhe med den japanska lydstaten Manchukuo.
Suifenhe var skådeplats för våldsamma strider under Operation Augustistorm 1945, då Sovjetunionen invaderade och erövrade den japanska lydstaten Manchukuo.